# جایزه اسکار یادبود ایروینگ جی. تالبرگ

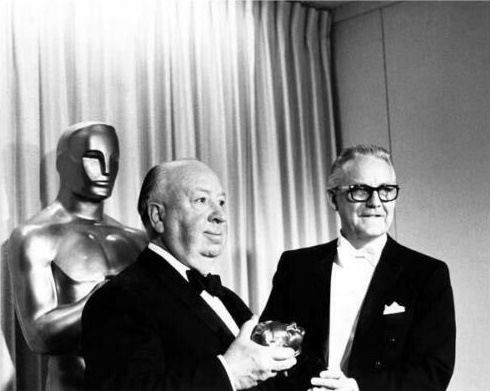
تصویری از ایرونگ تالبرگ در مراسم اسکار

ایروینگ تالبرگ (انگلیسی: Irving Thalberg؛ زاده ۳۰ مه ۱۸۹۹ درگذشته ۱۴ سپتامبر ۱۹۳۶) یک تهیه‌کننده اهل ایالات متحده آمریکا بود. وی بین سال‌های ۱۹۲۱ تا ۱۹۳۶ میلادی فعالیت می‌کرد و جایزه یادبودی نیز از سال ۱۹۳۸ به برخی از دست اندرکاران سینما اعطا می‌شود

## فهرست برندگان جایزه
- داریل اف. زانوک (۱۹۳۸)
- هال بی. والیس (۱۹۳۹)
- دیوید او سلزنیک (۱۹۴۰)
- والت دیزنی (۱۹۴۲)
- سیدنی فرانکلین (۱۹۴۳)
- هال بی. والیس (۱۹۴۴)
- داریل اف. زانوک (۱۹۴۵)
- ساموئل گلدوین (۱۹۴۷)
- جری والد (۱۹۴۹)
- داریل اف. زانوک (۱۹۵۱)
- آرتور فرید (۱۹۵۲)
- سیسیل ب دومیل (۱۹۵۳)
- جرج استیونس (۱۹۵۴)
- بادی آدلر (۱۹۵۷)
- جک وارنر (۱۹۵۹)
- استنلی کریمر (۱۹۶۲)
- سم اسپیگل (۱۹۶۴)
- ویلیام وایلر (۱۹۶۶)
- رابرت وایز (۱۹۶۷)
- آلفرد هیچکاک (۱۹۶۸)
- اینگمار برگمان  (۱۹۷۰)
- لاورنس واینگارتن (۱۹۷۴)
- مروین لیروی (۱۹۷۶)
- پندورا اس. برمن (۱۹۷۷)
- والتر میریش (۱۹۷۸)
- ری استارک (۱۹۸۰)
- آلبرت آر. براکلی (۱۹۸۲)
- استیون اسپیلبرگ (۱۹۸۶)
- بیلی وایلدر (۱۹۸۸)
- دیوید براون و ریچارد دی زانوک (۱۹۹۱)
- جرج لوکاس (۱۹۹۲)
- کلینت ایستوود (۱۹۹۵)
- سائول زانتز (۱۹۹۷)
- نورمن جویسون (۱۹۹۹)
- وارن بیتی (۲۰۰۰)
- دینو دلارنتیس (۲۰۰۱)
- جان کلی (۲۰۰۹)
- فرانسیس فورد کوپولا (۲۰۱۰)